# Le Dossier H.
Le Dossier H. (Dosja H.) est un roman de l'écrivain albanais Ismail Kadare publié en 1981. La traduction française, par Jusuf Vrioni, est parue chez Fayard en 1989. Le roman, à la fois sombre et humoristique, relate les recherches de deux homéristes sur l'épopée orale en Albanie, où ils sont suspectés d'espionnage.

## Résumé
Le Dossier H. relate le voyage de Max Roth et Willy Norton, deux hellénistes irlandais spécialistes d'Homère qui arrivent dans une petite ville d'Albanie, dans les années 1930. Leur but : effectuer des enregistrements des épopées orales albanaises à l'aide d'un engin alors tout nouveau, un magnétophone. L'Albanie est alors l'un des rares endroits au monde où il existe encore des rhapsodes (les guzlars) héritiers d'une longue tradition orale, et capables d'improviser de longs récits en vers en s'accompagnant à la lahuta, sorte de vielle. En étudiant le processus de transformation de l'épopée orale par le biais de comparaisons entre les différentes récitations d'une même épopée par différents rhapsodes, ou par un même rhapsode à plusieurs semaines d'intervalles, les deux homéristes espèrent en déduire des informations sur le fonctionnement de l'épopée orale en Grèce ancienne, et, de là, résoudre enfin les problèmes jusque-là insolubles portant sur la composition de l’Iliade et de l’Odyssée (la « question homérique »). Mais aux yeux des autorités locales, il n'y a aucun doute : ces recherches ne sont que des prétextes et les deux Irlandais sont des espions. Le sous-préfet de N les fait donc placer sous l'étroite surveillance de ses informateurs. Quant aux deux chercheurs, ils se heurtent à la disparition annoncée, apparemment inéluctable, de l'épopée orale albanaise, et aux enjeux de fierté nationale qui lui sont liés.

## Commentaire
Le roman s'inspire des recherches menées au début du XXe siècle sur l'épopée orale et le vers formulaire, qui ont profondément renouvelé les études homériques. Les deux personnages principaux rappellent fortement Milman Parry et Albert Lord, qui, en se fondant sur les recherches initiées par Mathias Murko, furent les premiers à s'intéresser à l'épopée serbo-croate dans une perspective comparatiste, afin d'apporter un éclairage nouveau sur les épopées homériques. La figure d'Homère comme archétype du poète aveugle plane sur tout le roman et donne lieu à des allusions diverses (en particulier les problèmes de vue de Willy) qui peuvent tendre vers le fantastique. Par ailleurs, les références à l'univers sombre et sanglant des épopées albanaises contribuent à l'atmosphère désespérée du roman. À l'inverse, la satire du régime paranoïaque et des mesquineries de la vie de la province albanaise tirent le roman du côté d'un humour qui peut rappeler les récits de Mikhaïl Boulgakov ou Le Revizor de Gogol.